# Grotte di Beatrice Cenci
Le grotte di Beatrice Cenci sono un complesso di grotte carsiche situate nel comune italiano di Cappadocia (AQ), in Abruzzo. Prendono il nome da Beatrice Cenci, nobildonna romana segregata alla fine del XVI secolo nella località di Petrella Salto, di sovente confusa dagli storici locali con Petrella Liri, luogo dove ha inizio l'itinerario storico-naturalistico e turistico.

## Storia
La grotta di Beatrice Cenci, già nota da tempi remoti, fu esplorata e descritta, nel 1892 dall'architetto e storico romano Carlo Ignazio Gavini che insieme all'escursionista Giovanni Voltan esplorò per primo la cavità carsica. La prima escursione fu organizzata l'11 maggio 1905 da Guido Cora fondatore l'anno prima del Circolo Speleologico Romano. All'imbocco e all'interno della cavità, in un settore di circa 300 metri quadrati, sono stati effettuati dei ritrovamenti di frammenti di ex voto di epoca italica e romana, di elementi ceramici appartenenti al Neolitico e di altri reperti zoo-archeologici risalenti all'età del bronzo.
La più angusta cavità dell'Ovìdo (Ovìto), anch'essa già nota, venne esplorata per la prima volta tra il 1924 e 1926 e, dopo la seconda guerra mondiale, alla fine degli anni Cinquanta, così come riportò durante la riorganizzazione dei catasti delle grotte laziali, abruzzesi e molisane il geologo e paleontologo Aldo Giacomo Segre.
La valorizzazione a fini turistici e, al contempo, la tutela ambientale del complesso carsico ha avuto inizio nella seconda metà degli anni Settanta grazie alla Comunità montana Marsica 1 e alla Regione Abruzzo. Nel 1989 gli ingegneri Luigi Morelli e Altero Leone realizzarono il primo percorso turistico-speleologico collegando la grotta Beatrice Cenci, la cavità dell'Ovìdo di Verrecchie, la grotta Cola I e Cola II e l'inghiottitoio dell'Otre.
Dal 2005 il sito d'interesse comunitario di riferimento è quello del monte Aurunzo.

## Descrizione
La grotta di Beatrice Cenci si apre a 1039 m s.l.m. nel territorio montano di Petrella Liri dove a 1108 m s.l.m. si trovano le sorgenti del fiume Liri. Il complesso speleologico è collegato alla grotta dell'Ovìdo (Ovìto) di Verrecchie, alle due cavità Cola I e Cola II, alla piccola grotta La Dama, situata nella valle di Crocicchia, e all'inghiottitoio dell'Otre (localmente detto "j'Ote") dove il fiume Imele s'inabissa per poi riemergere nei pressi di Tagliacozzo alla risorgenza di Capacqua (nota come risorgente dell'Imele).
In questa zona della Marsica occidentale si trovano altre grotte di interesse speleologico come quelle del Cervo e dell'Ovìto di Pietrasecca, la grotta di Luppa a Sante Marie e nel limitrofo territorio laziale di Pescorocchiano, le grotte di Val de' Varri.